# Sakae Tamura (photographe)
Pour les articles homonymes, voir Sakae Tamura.
Sakae Tamura (田村 栄, Tamura Sakae), né en 1910 et mort en 2003, est un éditeur de magazine et photographe japonais de la nature.

## Biographie
Sakae Tamura naît en 1910, dans la préfecture de Chiba, au Japon. Sa famille s'installe à Tokyo en 1924. Sous l'influence de son père, photographe amateur, il commence à prendre des photos en 1927.
À partir de 1936 jusqu'en 1973, Tamura occupe une succession de postes de rédacteur, préparant pour l'essentiel du matériel éducatif sur la nature. Le premier d'entre eux se situe au sein de l'éditeur Kōgasha (光画社) chez qui il travaille pour le magazine de photographie Gekkan Kogata Kamera (月刊小型カメラ). Il passe ensuite chez Seibundō Shinkōsha (誠文堂新光社) où il est rédacteur en chef du magazine scientifique pour enfants Kodomo no Kagaku (子供の科学) et le magazine d'astronomie Tenmon Gaido (天文ガイド).
L'album de photographies d'insectes de Tamura montrant les activités et les cycles de vie des insectes, fait de lui un innovateur au Japon où les photographies précédentes d'insectes se limitaient à la représentation sans imagination de spécimens morts.
Tamura remporte un prix du Ministère de l'Éducation en 1951 pour son album Konchū no seitai.
Entre 1954 et 1960, Tamura prend de nombreuses photographies de la vie des oiseaux, illustrant les menaces croissantes qui pèsent sur cet environnement naturel le long d'une partie de la Tama-gawa entre Tokyo et Kawasaki, de plus en plus polluée et avec un pourcentage croissant de ses rives utilisé pour les activités de loisirs de groupe. Dans une anthologie publiée en 1962, il souligne la diminution de la variété de la vie des oiseaux et met en garde contre les dangers à venir. Des photographies extraites du livre sont exposées au Musée national de la nature et des sciences de Tokyo en 1963.
Sakae Tamura décède en 2003.

## Albums
- Tōdai no hanashi (灯台の話し?), Tokyo, Tōa Shorin, 1943 (livre pour enfants).
- Konchū no seitai: Raika shashinshū (昆虫の生態：ライカ写眞集?) (Closeups on Insects), Tokyo, Seibundo-Shinkosha, 1951.
- Konchū (昆虫?), Iwanami Shashin Bunko, Tokyo, Iwanami, 1953[3].
- Tamagawa no tori (多摩川の鳥?) (Birds of River Tama), Tokyo, Seibundo-Shinkosha, 1961.
- Tamura Sakae shashinshū: Shizen no katasumi (田村栄写真集：自然の片隅で?), Sakae Tamura photograph collection, in The nooks of nature, Tokyo, Seibundo-Shinkosha, 1965.
- Kamakura kaidō (鎌倉街道?)), Tokyo, Seibundo-Shinkosha, 1990.